# Elisa Matilla
Elisa Matilla (Madrid, 18 maggio 1966) è un'attrice e conduttrice televisiva spagnola.

## Biografia
Nata a Madrid ma cresciuta a Siviglia, Elisa Matilla studiò all'Accademia d'arte drammatica e successivamente cominciò a lavorare in televisione.
Nel 1990 debuttò come attrice cinematografica nel film Yo soy ésa; da quel momento recitò in svariate pellicole nel corso degli anni novanta, fra cui Il maestro di scherma e Cupido in vena di scherzi. Nel 1992 le venne affidata la conduzione di Giochi senza frontiere.
In seguito la Matilla abbandonò il cinema per dedicarsi al teatro e alla tv, apparendo occasionalmente in alcune note serie televisive. Dal 2010 interpreta il ruolo di Lola nella fiction Tierra de Lobos - L'amore e il coraggio.

## Filmografia

### Cinema
- Yo soy ésa (1990)
- Il maestro di scherma (El maestro de esgrima), regia di Pedro Olea (1992)
- Perché chiamarlo amore quando è solo sesso? (1993)
- Cha-cha-chá (1998)
- Cupido in vena di scherzi (Km. 0), regia di Yolanda García Serrano e Juan Luis Iborra (2000)

### Televisione
- Giochi senza frontiere (1992)
- Tierra de Lobos - L'amore e il coraggio (2010-)
- Toy Boy (2019)